# Pfleger (Verwalter)
Ein Pfleger war im Mittelalter eine Art Burggraf oder Vogt, der für Verwaltung und Verteidigung einer Burg oder eines Klosters verantwortlich war. In Bayern gab es auch die Bezeichnung „Pflegskommissär“, der ggf. einen Pfleger vertrat (im Sinne von „kommissarischer Pfleger“).
Im Spätmittelalter entwickelte sich der Pfleger hin zu einem Amtsträger mit administrativen und juristischen Aufgaben. Im Alten Reich, d. h. im Heiligen Römischen Reich Deutscher Nation bis zu seiner Auflösung im Jahre 1806, bildete ein Kirchspiel oder eine Hauptmannschaft die unterste Verwaltungsebene. Im Rheinland waren größere Kirchspiele manchmal noch in Honnschaften unterteilt. Mehrere Kirchspiele waren jeweils zu einem Pflegamt, im Rheinland Pflege, vereinigt. An seiner Spitze stand in der Regel ein Pfleger oder ein Pflegsverwalter, der sich als Verwaltungs- und Aufsichtsbeamter um die öffentliche Ordnung und Sicherheit kümmerte und Verträge protokollierte.
In Tirol und Salzburg sind Pfleger seit dem Spätmittelalter als landesfürstliche Beamte der Pfleggerichte ebenso wie als Verwalter adeliger Großgrundbesitzer belegt. Dabei rekrutierten sich die Pfleger oft aus dem niederen Landadel (Lehnsträger). Teilweise gab es auch Pfleger, die aus dem Bauernstand in das Beamtentum aufgestiegen waren.
Früher übte der Landesherr die Funktionen der Legislative aus (er ordnete an); in seinem Auftrag verkörperte der Pfleger die beiden anderen Funktionen in einem Landesteil z. B. von der Größe eines heutigen Landkreises. Der Pfleger übte damit die Ämter eines heutigen Landrates und eines Amtsrichters in Personalunion aus (in Österreich-Ungarn gab es das bis 1918).
Die Reichsstadt Nürnberg besaß im Umland zeitweilig bis zu elf Pflegämter, durch die sie ihr reichsunmittelbares Territorium verwaltete. Als Pfleger auf den Pflegschlössern (etwa dem Pflegschloss Altdorf) amtierten meist Angehörige des Nürnberger Patriziats; sie unterstanden einem der Septemviri (sieben regierenden Ratsherren), der zum „Präfekt der Provinzen“ bestellt war. 
Pfleger war auch die Bezeichnung des Leiters eines „Amtes“ in der Verwaltungshierarchie des Deutschen Ordens. Das Ordensgebiet war in Komtureien eingeteilt, diese wiederum bestanden aus Ämtern. Der Pfleger war grundsätzlich ein Ordensritter und der höchste Verwaltungsbeamte des Amtes. Am zentralen Ort des Amtes gab es immer eine Ordensburg, auf der der Pfleger seinen Amtssitz hatte.
Die Funktion des römischen Statthalters Publius Sulpicius Quirinius in der Provinz Syria übersetzte Martin Luther mit „Landpfleger“ („… es geschah aber zu der Zeit des Kaisers Augustus, … da Cyrenius Landpfleger in Syrien war …“). Offenbar konnte er zu seiner Zeit davon ausgehen, dass jedem geläufig war, welche Funktionen ein Landpfleger hatte.